# 鉄鋼ビルディング
鉃鋼ビルディング（てっこうビルディング）は、東京都千代田区丸の内のオフィスビル、及び同ビルを管理する企業（株式会社鉃鋼ビルディング）。
なお、同社では社名・建物名の「鉄」の字を「鉃」（金偏に弓矢の矢）と表記している。

## 概要
東京駅の東側、外堀通りと永代通りに面した場所に戦後間もなく竣工した第一鉄鋼ビルと第二鉄鋼ビルの建て替えとして計画され、都市再生特別地区の指定を受け、400億円を投じ、2015年（平成27年）10月31日竣工した。
建物は、南北約200m、東西30～40mの細長い敷地の特徴を活かし、南北に連続する低層部の上に、本館と南館の2つのボリュームによる構成とし、地域初の中間免震構造が採用され、延床面積計約117,000平米の新たなランドマークとして生まれ変わった。地下1階では大手町駅B10出入口に直結している。
南側の外観は、東京駅側外堀通り沿いに並ぶガラスを中心とした景観の連続性を配慮した、ガラス張りの低層部の上に、居住施設の機能を白いグリットと暖かみのある色彩のルーバーによる繊細な立面を構成し、白い大きな庇と高層部の凹型に湾曲した外装が東京駅側から訪れる人を迎え入れるような印象的な外装とした。一方、本館は、エントランスや呉服橋交差点の黒い花崗岩による構えなど旧ビルのイメージを継承しながら、金融軸（永代通り）に面することを意識した重厚で落ち着いた風格ある佇まいとし、未来に向け垂直に伸びる柱型（アウトコラム）が特徴的な外装としている。
鉃鋼ビルディングは2018年（平成30年）から、ENEOSホールディングス傘下のENEOSを通じて電力供給を受けてきたが、環境に配慮したビル運営が求められるなか、2021年1月から他の大型複合ビルに先駆け、使用する電力全てを再生可能エネルギー由来のものとし、環境問題やSDGsへの取り組みを明確にしている。

### 本館
建物全体がオフィスビルとなっており、3階から24階までがオフィスフロア、4階の一部が貸会議室となっている。
地下1階から地上1階にかけてはオフィスロビーの他、南館と一体化した商業施設フロア「TEKKO avenue」（テッコーアベニュー）となっている。3階と4階の間に中間免震層を設置。地下2階には209台収容可能な駐車場がある。
主なテナント
- 22・24階：日本M&Aセンター 東京本社
- 23階：アリナミン製薬 本社・営業本部
- 20階：ほけんの窓口グループ 本社
- 18・19階：東京海上アセットマネジメント 本社
- 17階：日鉄ステンレス 本社
- 16階：MIRARTHホールディングス・タカラレーベン 本社
- 15階：Box Japan 本社
- 10 - 14階：アセットマネジメントOne 本社
- 8階：東京金融取引所 本社、北國銀行 東京支店
- 7階：塩野義製薬 東京支店
- 5階：京都銀行 東京営業部
- 3階：増岡組 本社
- 1階：日本郵便 鉄鋼ビル内郵便局 - 日本ビルヂング内にあった「日本ビル内郵便局」と「（旧）鉄鋼ビル内郵便局」の統合により2016年2月8日に「日本ビル内郵便局」が改称して設置されたもの。

### 南館
都市再生特別地区の提案の中で挙げた「国際金融拠点の機能強化と支援施設の整備」として、中長期型のサービスアパートメント「オークウッドプレミア東京」（120室）をはじめ、ラウンジ・フィットネス・金融機関店舗・リムジンバス・高速バス発着所（バスターミナル）を備えた商業施設ビルとなっている。
主なテナント
- 6 - 19階：サービスアパートメント「オークウッドプレミア東京」
- 5階：JEXER TOKYO Annex
- 4階：会員制ラウンジ「TEKKO Executive Lounge」
- 2 - 3階：みずほ銀行 八重洲口支店
- 1階：バスターミナル

### バスターミナル
南館1階には、東京空港交通のリムジンバス（羽田空港・成田空港方面）と富士急グループの高速バス（富士急ハイランド・河口湖・山中湖方面）のターミナルがある。それまで東京空港交通のリムジンバスは、外堀通り沿い南側ののりばに発着していたが、ほぼ全ての便が当ターミナルに移転した。

## 初代鉄鋼ビルディング
初代の建物（第一鉃鋼ビルディング）は、太平洋戦争直後の1949年から51年にかけて、江戸城の外濠を戦後の瓦礫で埋め立てたばかりの土地に建設された、地上8階、地下2階のオフィスビルであった。竣工後すぐ南側にほぼ同規模の第二鉃鋼ビルディングが建設され、両ビルの増築もあり、2棟合計延床面積66,280m2のビジネスセンターとして丸の内・八重洲地域の発展を支えた。その後再開発に伴い、2012年（平成24年）3月をもって第一ビル・第二ビルとも閉館となった。
第二鉄鋼ビルディングは、賃貸オフィスビルとしては日本初といわれる全館空調装置を開館当時から備えていた。
第一鉃鋼ビルディング
- 構造形式：鉄筋コンクリート造
- 敷地面積：4,386.36 m2
- 建築面積：3,989.62 m2 （建蔽率91%）
- 延床面積：44,903.75 m2 （容積率1024%）
- 階数：地上9階・地下2階
- 着工：1949年9月
- 竣工：1951年7月
- 改築：1970年6月

第二鉃鋼ビルディング
- 構造形式：鉄筋コンクリート造
- 敷地面積：2,849.88 m2
- 建築面積：1,841.75 m2（建蔽率65%）
- 延床面積：21,376.29 m2（容積率750%）
- 階数：地上9階・地下2階
- 着工：1953年2月
- 竣工：1954年3月
- 改築：1969年1月

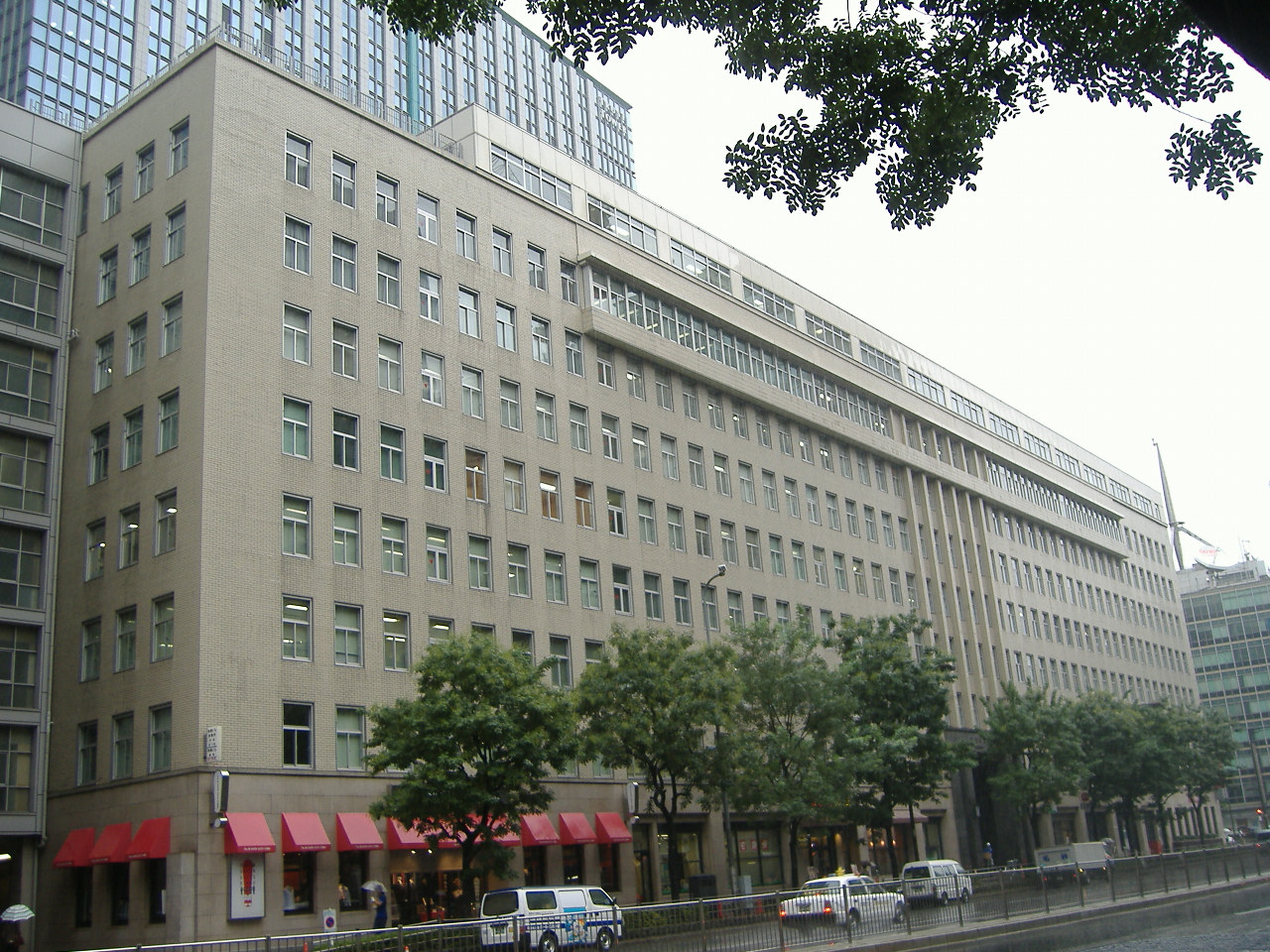
（初代）第一鉄鋼ビルディング
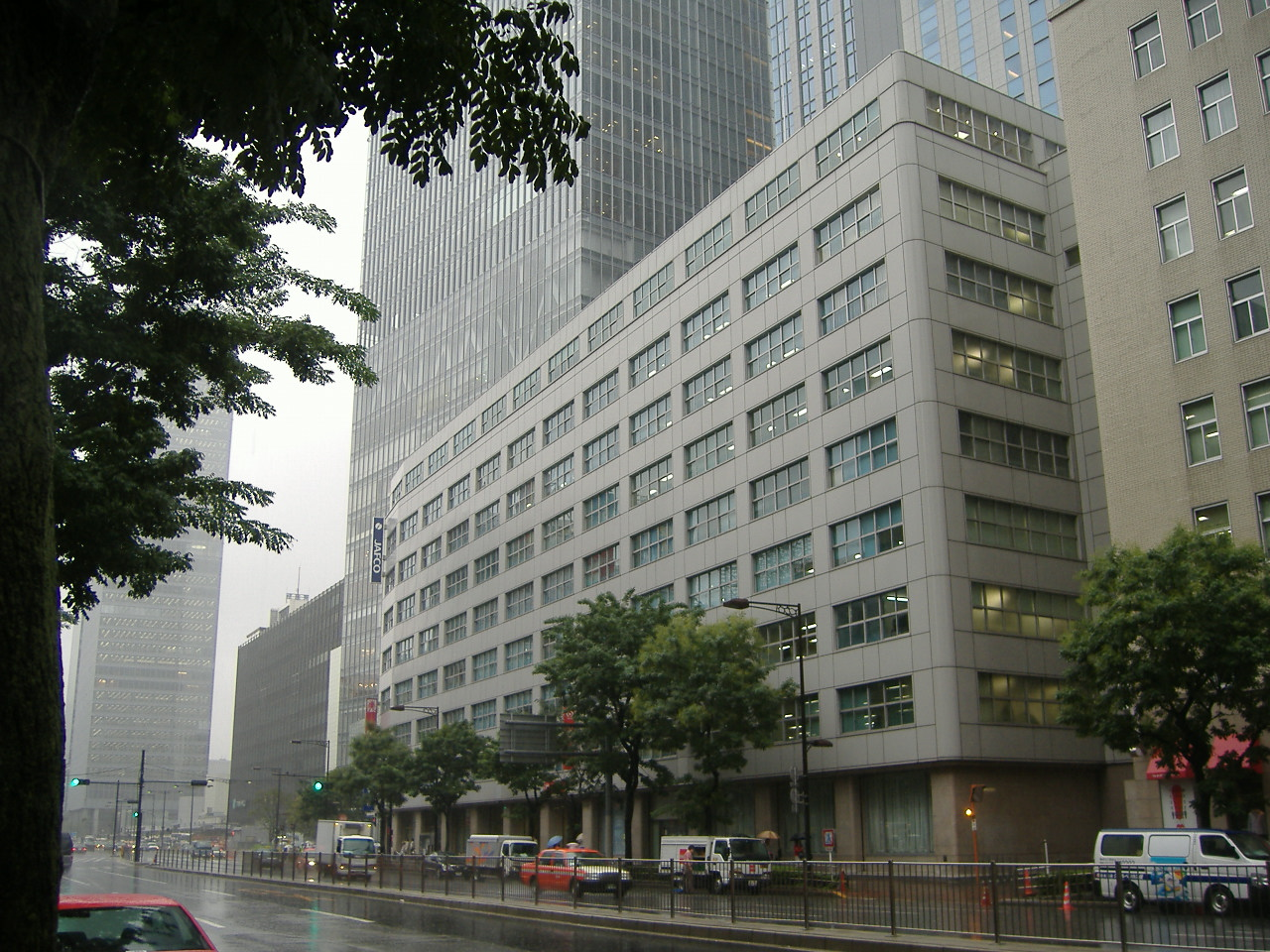
（初代）第二鉄鋼ビルディング

## 沿革
- 1949年
  - 9月 - 株式会社鉃鋼会館設立。
  - 11月 - 第一鉃鋼ビル起工。
- 1950年12月 - 株式会社鉃鋼ビルディングへ社名変更。
- 1951年7月 - 第一鉃鋼ビル竣工。
- 1953年2月 - 第二鉃鋼ビル起工。
- 1954年3月 - 第二鉃鋼ビル竣工。
- 1958年11月 - 第一鉃鋼ビル第一次増築工事完成。
- 1969年1月 - 第二鉃鋼ビル増築工事完成。
- 1970年6月 - 第一鉃鋼ビル第二次増築工事完成。
- 1971年6月 - 第一鉃鋼ビル北側玄関から地下鉄東西線通路へ通じる階段・エスカレーター設置。
- 2012年 - 再開発事業開始。
- 2015年
  - 10月 - 再開発事業完成。鉃鋼ビルはオフィス棟である本館とサービスアパートメントを主とする南館に再編。
  - 10月31日 - 鉃鋼ビル竣工。
- 2016年2月4日- 鉃鋼ビルグランドオープン。

## 関連会社
建物の管理運営を手がける鉃鋼ビルディングは、1888年（明治21年）に広島県呉市で創業した増岡商店を前身としており、東京都の他に広島県内を含め、以下の関連会社が複数存在する。
- 株式会社増岡組
- 増岡商事株式会社
- 中国物産株式会社
- 株式会社鉃鋼ビルサービス
- 広島バス株式会社
- 株式会社ダック